# Claudio Riaño
Claudio Maximiliano Ramón Riaño (Córdoba, Argentina; 4 de agosto de 1988) es un exfutbolista argentino. Jugaba como delantero y su primer equipo fue Racing de Córdoba. Su último equipo fue Aldosivi de Mar del Plata de la Primera Nacional.

## Trayectoria

### Comienzos
Riaño empezó su carrera jugando para el Lasallano de la Liga Cordobesa después de ser descubierto por Sebastián Viberti, quien lo llevó al club después de no poder cerrar un acuerdo con Huracán. En el Lasallano debutó exitosamente en la temporada 2005-2006 por la Liga Cordobesa B1, actualmente es la séptima categoría en el fútbol de la Argentina. Con la camiseta roja y blanca estuvo desde 2005 al 2009, totalizando un total de 83 partidos con 79 goles.

### Racing de Córdoba
Mientras jugaba, Claudio también cursaba estudios universitarios, pero luego en el año 2009 tomó la decisión de dedicarse solo al fútbol. Y es así cuando pasa a jugar a Racing de Córdoba. Con dicho equipo debutó en 2009 e hizo 3 goles.

### Talleres de Córdoba
Fue comprado en 2010, luego de una temporada en Racing de Córdoba, por Talleres de Córdoba. Fue una de las figuras del equipo en la temporada 2011/12 en el Torneo Argentino A. Pese a sus goles, el conjunto Albiazul no logró ascender a la Primera B Nacional. Además, es el jugador que más goles metió con la camiseta rayada en los cuatro años que Talleres pasó en la tercera categoría del fútbol argentino.

### San Martín de San Juan
El 11 de julio de 2012 fue cedido a San Martín de San Juan a préstamo por un año. Convirtió su primer gol con dicho equipo en la fecha 5 del Torneo Inicial 2012 ante Racing en la derrota 1-3 de su equipo en el Cilindro de Avellaneda, teniendo grandes actuaciones en el torneo y mostrando un gran nivel, lo que generó que equipos grandes se fijaran en él.

### Boca Juniors
Entre mucha incertidumbre en un confuso Boca Juniors, los dirigentes apostaron por él como promesa y lo contrataron también a préstamo de Talleres, junto con otros jóvenes (Lisandro Magallán, Tiago Casasola, Leandro Paredes, Alan Aguirre, Nicolás Maná, Federico Bravo, Gonzalo Escalante, Pol Fernández y más). Disputó el puesto con Juan Manuel Martínez y Franco Cángele. El viernes 5 de julio, realizó la revisión médica convirtiéndose de esta manera en nuevo refuerzo del club. Pero por varias trabas, debido a que tanto Talleres y San Martín de San Juan reclamaban ser dueños del pase del jugador, no fue habilitado por la AFA hasta el 31 de julio, por lo tanto no pudo disputar ninguno de los amistosos de pretemporada. Debutó con la camiseta azul y oro el 13 de agosto de 2013, ingresando los últimos minutos frente a Newell's Old Boys de Rosario.
No tuvo muchas oportunidades en el club, y el entrenador Carlos Bianchi no lo iba a tener en cuenta para el Torneo Transición del 2014, y al no renovar el contrato con Talleres, quedó libre.

### Independiente
Luego de quedar libre de Boca Juniors, tuvo varias ofertas de diversos clubes de Argentina y Brasil, pero finalmente fue contratado por Independiente donde firmó a préstamo por un año y medio, con opción de compra.
Debutó con una gran actuación y una asistencia el día 10 de agosto de 2014, frente a Atlético Rafaela por la primera fecha del Torneo de Transición 2014.
El 13 de septiembre en la fecha 7 convirtió sus dos primeros goles con la camiseta de Independiente en un inolvidable partido frente a Quilmes, que terminó en victoria para Independiente por 5 a 3. Luego de ese partido alternó entre titularidad y suplencia, y acabó no teniendo la regularidad esperada, aunque convirtió otros goles y tuvo buenos partidos posteriores.

### Unión de Santa Fe
A mediados de 2015, con las llegadas de Jorge Pereyra Díaz y Diego Vera, sus posibilidades de jugar en Independiente se vieron reducidas, por lo que acordó la rescisión de su contrato y se incorporó a Unión de Santa Fe. En 2016 comenzó de la mejor manera marcando 3 goles en 2 partidos (le marco uno a Defensa y Justicia, en el empate 2-2 y dos a Temperley en la victoria 3-0). Volvería a marcar en la fecha 4 ante San Martín de San Juan en el empate 1-1.

### Necaxa
El 11 de junio de 2016 se confirma su traspaso al Necaxa de México.

### Rosario Central
Fue traspasado al Rosario Central el 15 de enero de 2019.

## Goles
Sin ser un goleador nato, ha marcado goles destacados, como el convertido a Colón por los treintaidosavos de final de la Copa Argentina 2011-12, el convertido a Alumni de chilena, jugando para Talleres, por el Torneo Argentino A, (similar a uno marcado por el jugador inglés Wayne Rooney). Uno de sus goles marcados jugando para San Martín de San Juan, fue comparado con uno hecho por Messi.

## Clubes
- Actualizado al 15 de octubre de 2023

| Club                            | Div.                | Temporada           | Liga | Liga | Copa Nacional | Copa Nacional | Copa Internacional | Copa Internacional | Total | Total |
| Club                            | Div.                | Temporada           | PJ   | G    | PJ            | G             | PJ                 | G                  | PJ    | G     |
| ------------------------------- | ------------------- | ------------------- | ---- | ---- | ------------- | ------------- | ------------------ | ------------------ | ----- | ----- |
| Racing (C) Argentina            |                     |                     |      |      |               |               |                    |                    |       |       |
| 3.ª                             | 2009/10             | 9                   | 3    | -    | -             | -             | -                  | 9                  | 3     |       |
| Total                           | Total               | 9                   | 3    | -    | -             | -             | -                  | 9                  | 3     |       |
| Talleres Argentina              |                     |                     |      |      |               |               |                    |                    |       |       |
| 3.ª                             | 2010/11             | 32                  | 11   | -    | -             | -             | -                  | 32                 | 11    |       |
| 3.ª                             | 2011/12             | 37                  | 15   | 1    | 1             | -             | -                  | 38                 | 16    |       |
| Total                           | Total               | 69                  | 26   | 1    | 1             | -             | -                  | 70                 | 27    |       |
| San Martín (SJ) Argentina       |                     |                     |      |      |               |               |                    |                    |       |       |
| 1.ª                             | 2012/13             | 25                  | 7    | 1    | 0             | -             | -                  | 26                 | 7     |       |
| Total                           | Total               | 25                  | 7    | 1    | 0             | -             | -                  | 26                 | 7     |       |
| Boca Juniors Argentina          |                     |                     |      |      |               |               |                    |                    |       |       |
| 1.ª                             | 2013/14             | 25                  | 2    | -    | -             | -             | -                  | 25                 | 2     |       |
| Total                           | Total               | 25                  | 2    | -    | -             | -             | -                  | 25                 | 2     |       |
| Independiente Argentina         |                     |                     |      |      |               |               |                    |                    |       |       |
| 1.ª                             | 2014                | 13                  | 2    | 1    | 0             | -             | -                  | 14                 | 2     |       |
| 1.ª                             | 2015                | 10                  | 2    | -    | -             | -             | -                  | 10                 | 2     |       |
| Total                           | Total               | 23                  | 4    | 1    | 0             | -             | -                  | 24                 | 4     |       |
| Unión Argentina                 |                     |                     |      |      |               |               |                    |                    |       |       |
| 1.ª                             | 2015                | 13                  | 2    | -    | -             | -             | -                  | 13                 | 2     |       |
| 1.ª                             | 2016                | 13                  | 7    | 1    | 0             | -             | -                  | 14                 | 7     |       |
| Total                           | Total               | 26                  | 9    | 1    | 0             | -             | -                  | 27                 | 9     |       |
| Necaxa · México                 |                     |                     |      |      |               |               |                    |                    |       |       |
| 1.ª                             | 2016/17             | 29                  | 5    | 2    | 1             | -             | -                  | 31                 | 6     |       |
| 1.ª                             | 2017/18             | 0                   | 0    | 0    | 0             | -             | -                  | 0                  | 0     |       |
| 1.ª                             | 2018                | 6                   | 1    | 6    | 1             | -             | -                  | 12                 | 2     |       |
| Total                           | Total               | 35                  | 6    | 8    | 2             | -             | -                  | 43                 | 8     |       |
| Rosario Central Argentina       |                     |                     |      |      |               |               |                    |                    |       |       |
| 1.ª                             | 2018/19             | 8                   | 0    | 3    | 2             | 6             | 1                  | 17                 | 3     |       |
| 1.ª                             | 2019/20             | 17                  | 3    | 0    | 0             | -             | -                  | 17                 | 3     |       |
| Total                           | Total               | 25                  | 3    | 3    | 2             | 6             | 1                  | 34                 | 6     |       |
| Central Córdoba (SdE) Argentina |                     |                     |      |      |               |               |                    |                    |       |       |
| 1.ª                             | 2020                | -                   | -    | 11   | 2             | -             | -                  | 11                 | 2     |       |
| 1.ª                             | 2021                | 12                  | 1    | 7    | 0             | -             | -                  | 19                 | 1     |       |
| 1.ª                             | 2022                | 13                  | 3    | 11   | 3             | -             | -                  | 24                 | 6     |       |
| Total                           | Total               | 25                  | 4    | 29   | 5             | -             | -                  | 54                 | 9     |       |
| Aldosivi Argentina              |                     |                     |      |      |               |               |                    |                    |       |       |
| 2.ª                             | 2023                | 26                  | 7    | -    | -             | -             | -                  | 26                 | 7     |       |
| Total                           | Total               | 26                  | 7    | -    | -             | -             | -                  | 26                 | 7     |       |
| Total en su carrera             | Total en su carrera | Total en su carrera | 288  | 71   | 44            | 10            | 6                  | 1                  | 338   | 82    |

## Palmarés

### Campeonatos nacionales
| Título       | Club   | País   | Año  |
| ------------ | ------ | ------ | ---- |
| Copa MX      | Necaxa | México | 2018 |
| Supercopa MX | Necaxa | México | 2018 |